# هت سبرينغز (داكوتا الجنوبية)
هت سبرينغز (بالإنجليزية: Hot Springs, South Dakota)‏ هي مدينة و مقر المقاطعة تقع في الولايات المتحدة في مقاطعة فول ريفر، داكوتا الجنوبية. يقدر عدد سكانها بـ 3,711 نسمة ومساحتها 9.35 كم2 وترتفع عن سطح البحر 1,051 متر.

## التركيبة السكانية
قام مكتب تعداد الولايات المتحدة بتحديد بيانات التركيبة السكانية لهت سبرينغز في تعداد الولايات المتحدة. في ما يلي، التركيبة السكانية حسب تعدادي 2000 و2010.

### تعداد عام 2000
بلغ عدد سكان هت سبرينغز 4,129 نسمة بحسب تعداد عام 2000، وبلغ عدد الأسر 1,704 أسرة وعدد العائلات 962 عائلة مقيمة في المدينة. في حين سجلت الكثافة السكانية 1,417.3 نسمة لكل ميل مربع (547.2/كم2). وبلغ عدد الوحدات السكنية 1,900 وحدة بمتوسط كثافة قدره 652.2 نسمة لكل ميل مربع (251.8/كم2).
وتوزع التركيب العرقي للمدينة بنسبة 88.06% من البيض و 7.82% من الأمريكيين الأصليين و 0.36% من الأمريكيين ذوي الأصول الآسيوية و 0.05% من سكان جزر المحيط الهادئ و 0.39% من الأمريكيين الأفارقة و 3.12% من عرقين مختلطين أو أكثر.
بلغ عدد الأسر 1,704 أسرة كانت نسبة 23.5% منها لديها أطفال تحت سن الثامنة عشر تعيش معهم، وبلغت نسبة الأزواج القاطنين مع بعضهم البعض 42.0% من أصل المجموع الكلي للأسر، ونسبة 10.8% من الأسر كان لديها معيلات من الإناث دون وجود شريك، وكانت نسبة 43.5% من غير العائلات. تألفت نسبة 39.8% من أصل جميع الأسر من أفراد ونسبة 17.4% كانوا يعيش معهم شخص وحيد يبلغ من العمر 65 عاماً فما فوق. وبلغ متوسط حجم الأسرة المعيشية 2.88، أما متوسط حجم العائلات فبلغ 2.16.
بلغ العمر الوسطي للسكان 45 عاماً. وكانت نسبة 24.0% من القاطنين تحت سن الثامنة عشر، وكانت نسبة 6.7% بين الثامنة عشر والأربعة وعشرون عاماً، ونسبة 19.4% كانت واقعةً في الفئة العمرية ما بين الخامسة والعشرون حتى والأربعة وأربعون عاماً، ونسبة 25.7% كانت ما بين الخامسة والأربعون حتى الرابعة والستون، ونسبة 24.2% كانت ضمن فئة الخامسة والستون عاماً فما فوق. يوجد لكل 100 أنثى 113.3 ذكر، ويوجد لكل 100 أنثى في الثامنة عشر من عمرها فما فوق 106.7 ذكر.
بلغ متوسط دخل الأسرة في المدينة 27,079 دولار، أما متوسط دخل العائلة فبلغ 35,786 دولار. وكان متوسط دخل الذكور 28,750 دولار مقابل 18,333 دولار للإناث. وسجل دخل الفرد الخاص بالمدينة 16,618 دولار. وكانت نسبة 8.1% من العائلات ونسبة 14.8% من السكان تحت خط الفقر، وكان من هؤلاء نسبة 20.9% تحت سن الثامنة عشر ونسبة 12.4% في الخامسة والستين من العمر وما فوق.

### تعداد عام 2010
بلغ عدد سكان هت سبرينغز 3,711 نسمة بحسب تعداد عام 2010، وبلغ عدد الأسر 1,730 أسرة وعدد العائلات 910 عائلة مقيمة في المدينة. في حين سجلت الكثافة السكانية 1,028.0 نسمة لكل ميل مربع (396.9/كم2). وبلغ عدد الوحدات السكنية 1,958 وحدة بمتوسط كثافة قدره 542.4 لكل ميل مربع (209.4/كم2).
وتوزع التركيب العرقي للمدينة بنسبة 85.4% من البيض و 9.3% من الأمريكيين الأصليين و 0.5% من الأمريكيين ذوي الأصول الآسيوية و 0.1% من سكان جزر المحيط الهادئ و 1.1% من الأمريكيين الأفارقة و 3.5% من عرقين مختلطين أو أكثر.
بلغ عدد الأسر 1,730 أسرة كانت نسبة 21.0% منها لديها أطفال تحت سن الثامنة عشر تعيش معهم، وبلغت نسبة الأزواج القاطنين مع بعضهم البعض 38.4% من أصل المجموع الكلي للأسر، ونسبة 11.0% من الأسر كان لديها معيلات من الإناث دون وجود شريك، بينما كانت نسبة 3.2% من الأسر لديها معيلون من الذكور دون وجود شريكة وكانت نسبة 47.4% من غير العائلات. تألفت نسبة 42.9% من أصل جميع الأسر من أفراد ونسبة 20.3% كانوا يعيش معهم شخص وحيد يبلغ من العمر 65 عاماً فما فوق. وبلغ متوسط حجم الأسرة المعيشية 2.79، أما متوسط حجم العائلات فبلغ 2.03.
بلغ العمر الوسطي للسكان 49.8 عاماً. وكانت نسبة 19.1% من القاطنين تحت سن الثامنة عشر، وكانت نسبة 5.6% بين الثامنة عشر والأربعة وعشرون عاماً، ونسبة 18.8% كانت واقعةً في الفئة العمرية ما بين الخامسة والعشرون حتى والأربعة وأربعون عاماً، ونسبة 32.9% كانت ما بين الخامسة والأربعون حتى الرابعة والستون، ونسبة 23.7% كانت ضمن فئة الخامسة والستون عاماً فما فوق. وتوزع التركيب الجنسي للسكان بنسبة 50.4% ذكور و49.6% إناث.